# Conrad Ricamora
Conrad Wayne Ricamora (Santa Maria, 17 februari 1979) is een Amerikaans acteur. Hij vergaarde vooral bekendheid met zijn rol als Oliver Hampton in de televisieserie How to Get Away with Murder (2014–2020). Daarnaast speelde hij in meerdere theaterproducties waaronder Here Lies Love (2013) en Soft Power (2019). Hij maakte zijn debuut op Broadway met de wederopvoering van The King and I (2015).

## Biografie
Ricamora werd geboren in Santa Maria in Californië als de zoon van Ron Ricamora en Debbie Bolender en is van Filipijnse, Duitse en Ierse afkomst. Hij groeide voornamelijk op in Niceville in Florida en speelde fanatiek tennis. Hij studeerde vervolgens psychologie aan de Queens University of Charlotte met een tennisbeurs en behaalde in 2001 zijn diploma. In 2012 studeerde hij af aan de acteeropleiding van de University of Tennessee. Ricamora is verder openlijk homoseksueel en werd in 2016 door de Human Rights Campaign onderscheiden voor zijn zichtbaarheid.